# Стрепетов Анатолій Олександрович
Стре́петов Анато́лій Олекса́ндрович (27 березня 1938, УРСР — 9 травня 2000, Маріуполь, Україна) — український футболіст, захисник, футбольний тренер.

## Футбольна кар'єра

### Клубна кар'єра
Футбольну кар'єру розпочав у команді «Авангард» (Макіївка). У 1961 році він став футболістом маріупольського клубу «Азовсталь», у якому закінчив кар'єру в 1964 році.

## Тренерська кар'єра
Після закінчення футбольної кар'єри він почав працювати тренером. Спочатку з 1966 року тренував «Азовець» (Жданов). Тоді Стрепетов повідомив владу правлячої комуністичної партії, що старший тренер Олександр Парахін дозволив футболістам вживати алкогольні напої, і в серпні 1966 року Парахін був звільнений із посади, а Стрепетов посів його місце. У 1967 році він знову допомагав тренувати гравців «Азовцю». Потім він тренував дітей у спортивній школі у Жданові. З 1976 по 1977 рік працював технічним директором рідного клубу, який тепер називався «Новатор» Жданов. У 1981 році він знову допоміг тренувати першу команду «Новатор». З 1984 по липень 1986 року він вдруге керував колективом із Жданова. Він багато разів повертався до роботи в спортивній школі, де підготував багато відомих футболістів.
9 травня 2000 року він помер у Маріуполі у віці 62 років.